# Laemophloeus aeneus
Laemophloeus aeneus is een keversoort uit de familie dwergschorskevers (Laemophloeidae). De wetenschappelijke naam van de soort werd in 1876 gepubliceerd door Antoine Henri Grouvelle.